# Sriedniaja Szusz
Sriedniaja Szusz (ros. Средняя Шушь) – wieś (sieło) w Rosji, w Kraju Krasnojarskim, w rejonie szuszeńskim. W 2010 liczyła 500 mieszkańców.